# Kashin
Kashin (em russo:  Кашин) é uma cidade e o centro administrativo do Distrito de Kashin no Oblast de Tver, na Rússia, localizada em torno de uma área agricultural às margens do rio Kashinka, afluente do Volga.

## História
A cidade de Kashin é mencionada pela primeira vez na Crônica de Nikon, que a lista entre cidades saqueadas por mongóis em 1238 Foi dada por Miguel da Tuéria como apanágio a seu filho Basílio, que fundou uma curta dinastia de príncipes locais. A esposa de Miguel, Ana, tornou-se monja na cidade, lá faleceu em 1368 e foi glorificada pela Igreja Ortodoxa Russa. Em 1382, Kashin foi anexada pelo Principado da Tuéria. De 1399 a 1426, foi posse de uma segunda dinastia de príncipes. Em 1452, resistiu ao sítio de Dmitri Shemiaka, mas em 1486 passou às mãos do Principado de Moscou com o restante do Principado da Tuéria.
Há uma série de monumentos arquitetônicos na cidade, incluindo mosteiros, igrejas e catedrais. O mais antigo monumento da cidade, uma capela de madeira de 1646, foi queimada em 1998. 